# Bdellocephala angarensis cotyloides
Bdellocephala angarensis cotyloides is een platworm (Platyhelminthes). De worm is tweeslachtig. Deze ondersoort leeft in het zoete water van het Baikalmeer.
Het geslacht Bdellocephala, waarin de platworm wordt geplaatst, wordt tot de familie Dendrocoelidae gerekend. De wetenschappelijke naam van de ondersoort werd, als Bdellocephala cotyloides, voor het eerst geldig gepubliceerd in 1928 door Rubtzoff.